# Donje Svarče
Donje Svarče (izvirno srbsko Доње Сварче) je naselje v Srbiji, ki upravno spada pod Občino Blace; slednja pa je del Topliškega upravnega okraja.

## Demografija
V naselju živi 110 polnoletnih prebivalcev, pri čemer je njihova povprečna starost 53,7 let (52,9 pri moških in 54,4 pri ženskah). Naselje ima 60 gospodinjstev, pri čemer je povprečno število članov na gospodinjstvo 2,03.
To naselje je, glede na rezultate popisa iz leta 2002, večinoma srbsko, a v času zadnjih treh popisov je opazno zmanjšanje števila prebivalcev.
|  |

| Demografija | Demografija     | Demografija     |
| Leto        | Št. prebivalcev | Št. prebivalcev |
| ----------- | --------------- | --------------- |
|             |                 |                 |
|             |                 |                 |
|             |                 |                 |
|             |                 |                 |
| 1948        | 430             |                 |
| 1953        | 434             |                 |
| 1961        | 349             |                 |
| 1971        | 278             |                 |
| 1981        | 202             |                 |
| 1991        | 161             | 161             |
| 2002        | 122             | 122             |
|             |                 |                 |

| Etnična sestava po popisu iz leta 2002 | Etnična sestava po popisu iz leta 2002 | Etnična sestava po popisu iz leta 2002 | Etnična sestava po popisu iz leta 2002 | Etnična sestava po popisu iz leta 2002 |
| -------------------------------------- | -------------------------------------- | -------------------------------------- | -------------------------------------- | -------------------------------------- |
| Srbi                                   | Srbi                                   |                                        | 121                                    | 99,18%                                 |
| Hrvati                                 | Hrvati                                 |                                        | 1                                      | 0,81%                                  |
| Neznano                                | Neznano                                |                                        | 0                                      | 0,0%                                   |